# Грачи (станция)
Грачи — грузовая и пассажирская станция Северо-Кавказской железной дороги, расположенная на территории одноимённого населенного пункта в  Белокалитвинском районе Ростовской области.

## Деятельность
Остановка электричек Морозовская — Лихая и Лихая — Морозовская.
24 июня 1998 года на станции Грачи при производстве манёвров по разрешающему показанию маневрового светофора был допущен сход трёх вагонов на противошёрстной для движения стрелке № 9.